# ジョナサン・レコ
ジョナサン・キソロケレ・レコ（Jonathan Kisolokele Leko, 1999年4月24日 - ）は、イングランド・コヴェントリー出身のサッカー選手。ミルトン・キーンズ・ドンズFC所属。ポジションはFW。

## 経歴

### ウェスト・ブロムウィッチ
11歳の時にウェスト・ブロムウィッチ・アルビオンFCのアカデミーに入団。2015年9月23日、リーグカップの ノリッジ・シティFC戦で途中出場しトップチームデビュー。
2017年8月28日、ブリストル・シティFCに1シーズンレンタル移籍。
2019年8月8日、チャールトン・アスレティックFCに1シーズンレンタル移籍。

### バーミンガム
2020年8月28日、古巣であるバーミンガム・シティFCと3年契約を結んだ。移籍金は非公表だが、100万ポンドと報じられた。
2021年8月31日、チャールトン・アスレティックFCへ二度目のレンタル移籍。

### ミルトン・キーンズ・ドンズ
2023年1月13日、ミルトン・キーンズ・ドンズFCに移籍。

## 代表歴
コンゴ民主共和国の首都キンシャサ生まれであるが、8歳からイングランドで育ったため、ユース年代のイングランド代表歴がある。
2016年にはUEFA U-17欧州選手権の予選に出場した。

## 所属クラブ
ユース
- ウェスト・ブロムウィッチ・アルビオンFC 2010-2015

シニア
- ウェスト・ブロムウィッチ・アルビオンFC 2015-2020
  -  ブリストル・シティFC 2017-2018 (loan)
  -  チャールトン・アスレティックFC 2019-2020 (loan)
- バーミンガム・シティFC 2020-2023
  -  チャールトン・アスレティックFC 2021-2022 (loan)
- ミルトン・キーンズ・ドンズFC 2023-

## タイトル
個人
- プレミアリーグ2月間MVP: 2016年12月[11]